# Gamera – Guardian of the Universe
Gamera – Guardian of the Universe (jap. ガメラ 大怪獣空中決戦, Gamera: Daikaijū Kūchū Kessen, dt. „Gamera: Riesenmonster-Luftentscheidungsschlacht“) ist ein japanischer Film um das Monster Gamera, der auf dem Fantasy Filmfest 1995 sein Debüt in Deutschland gefeiert hat. Das Besondere an dem Film ist, dass er der Erste der neuen Gamera-Reihe ist.
Der Film bedient sich der bekannten Stilelemente eines klassischen Kaijū-Films, wie Menschen in Gummianzügen und Modellbauten, setzt aber auch auf CGI und Bluescreen.
Der Film erschien nach dem Fantasy Filmfest 1995, am 24. März 2011 DVD mit deutscher Synchronisation.

## Handlung
Das Monster wird hier als Waffe einer alten Zivilisation dargestellt die durch genetische Experimente erschaffen wurde. Die Gyaos, menschenfressende Flugsaurier, die im Film die Gegner darstellen, sind ebenfalls das Produkt der Experimente dieser Zivilisation. Sowohl Gamera als auch die Gyaos ruhten nach dem Verschwinden dieser Zivilisation eine lange Zeit, bis die Gyaos Ende des 20. Jahrhunderts wieder erwachen. Sie beginnen sofort, Menschen anzugreifen und löschen dabei mitunter ganze Städte aus. Als die Menschen versuchen, die Bedrohung in den Griff zu bekommen und die Flugechsen zu fangen, taucht Gamera auf. Das Militär sieht ihn zunächst als größere Bedrohung und unternimmt Versuche, ihn zu töten, doch schließlich taucht ein gewaltiger Super-Gyaos auf, gegen den das Militär absolut machtlos ist. In einem langen Kampf und mit der Unterstützung einiger Menschen gelingt es Gamera schließlich, diesen zu vernichten.